# Opel Corsa D
La Opel Corsa D è la quarta generazione dell'omonima vettura, un'utilitaria del segmento B prodotta da Opel dal 2006 al 2014. Così come per la Opel Corsa C che va a sostituire, la sigla D non fa parte della denominazione ufficiale, ma serve a indicare e contraddistinguere appunto la quarta generazione di questo modello dalle altre.

## Storia e profilo

### Debutto
Il 13 febbraio 2005 fu una data storica per la Opel: quel giorno fu infatti sancito il divorzio tra la General Motors, detentrice del marchio di Rüsselsheim, e il gruppo Fiat. L'ultimo progetto in comune rimasto ancora in fase di sviluppo fu quello relativo all'erede della Fiat Punto da una parte, e della nuova generazione della Corsa dall'altra. Dal momento che si era ormai in una fase avanzata della progettazione si decise, in fase di separazione tra le parti, di proseguire per non vanificare gli ingenti investimenti fino a quel momento sostenuti. Nel corso del 2005 fu quindi lanciata la Fiat Grande Punto, destinata a sostituire il modello introdotto nel 1999 e aggiornato nel 2003. Per quanto riguarda la quarta generazione della Corsa, invece, sulle prime venne stabilito che il lancio si sarebbe avuto nel marzo del 2006 al Salone di Ginevra, ma in seguito fu deciso di posticipare il debutto del nuovo modello al 18 luglio in occasione del Salone di Londra.

#### Design esterno e interno

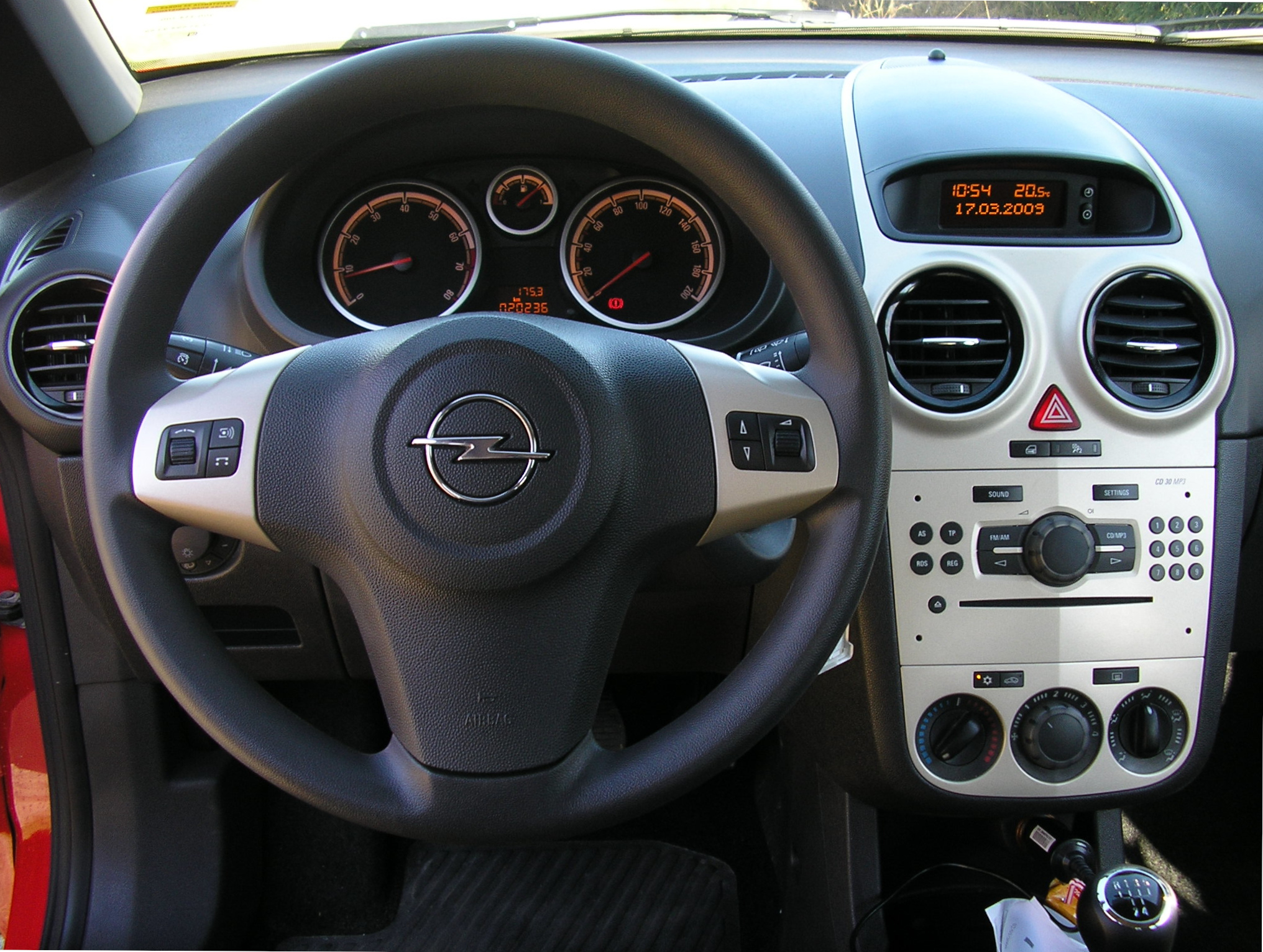
Posto guida di una Corsa

La quarta generazione della Corsa era caratterizzata innanzitutto da un corpo vettura dagli ingombri sensibilmente aumentati rispetto al modello che l'ha preceduta. Tale cambiamento seguiva di pari passo quello delle principali concorrenti di quel periodo, ossia la Peugeot 207, la Renault Clio III e anche la stessa Fiat Grande Punto. Ma anche il fatto di condividere con quest'ultima la struttura di base e la meccanica ha portato ad adeguarsi giocoforza ai nuovi ingombri dell'italiana, una tendenza a cui in seguito avrebbero aderito altri modelli di segmento B, come per esempio la SEAT Ibiza. A differenza di tutti questi modelli, la Corsa D è stata però l'unica a non sforare la soglia psicologica dei 4 metri di lunghezza.
Un cambiamento sensibile si era avuto anche dal punto di vista estetico: rispetto alla Corsa C uscente, la nuova generazione proponeva linee decisamente di rottura, del tutto nuove ed inedite. Le linee da tranquilla utilitaria della precedente Corsa hanno lasciato posto a tratti più aggressivi che non solo davano più personalità e grinta alla vista d'insieme, ma volevano anche dichiarare un'ormai ampiamente raggiunta maturità del modello. Il family feeling è in parte riconducibile a quello della contemporanea Astra H, ma evoluto in chiave più tondeggiante, senza però risultare somigliante alla Corsa B, bensì più elaborato. È il caso dei fari anteriori, dal profilo curvilineo e "arrabbiato", disegnati inoltre in modo da dare l'impressione di una maggior larghezza. Tale espediente stilistico non era volto unicamente ad aumentare la sensazione di imponenza del corpo vettura, ma anche a dissimulare lo sbalzo anteriore, volutamente accentuato per riuscire a soddisfare i requisiti di sicurezza passiva negli urti frontali. La calandra, che riprende lo stile delle Opel di quegli anni, è dotato della classica banda cromata nella zona superiore. Nella zona compresa tra parafango anteriore, montante anteriore e cofano era possibile scorgere alcuni tratti che accomunano questa vettura alla Grande Punto. La fiancata dal disegno semplice e morbido svelava anche come con la Corsa D si fosse tornati a riproporre due carrozzerie dalle linee ben distinte a seconda che si trattasse di una versione a 3 o a 5 porte. Anche la Corsa C era disponibile in entrambe le configurazioni, ma le differenze non erano così nette come ad esempio nell'apprezzata seconda generazione. Con la Corsa D si tornò a questa differenziazione. Nella tre porte la superficie vetrata laterale era di forma più sfuggente rispetto alla cinque porte, ma anche lo stesso montante posteriore era più inclinato nella versione a 3 porte, in modo da conferire maggior sportività al corpo vettura. Simile era il taglio dei fari posteriori, anche se questi differiscono tra loro per le grafiche delle plastiche. Differente è anche il disegno dei due lunotti. Nel complesso, la 3 porte aveva una carrozzeria sportiveggiante con alcuni aspetti che la riconducevano quasi ad una coupé, mentre la 5 porte aveva un aspetto più classico e risultava anche più larga di 3 centimetri.
Gli interni della Corsa D erano caratterizzati da un disegno moderno e vivace: con tali caratteristiche i designer hanno voluto operare una svolta rispetto all'austera razionalità di molti modelli Opel precedenti. L'abbinamento tra plastiche nere e rivestimenti colorati su sedili, plancia e pannelli porta rendeva più fresco ed accogliente l'abitacolo. Il posto guida era caratterizzato da una console centrale dal disegno massiccio e "popolato" di tasti, manopole e comandi vari. Tale elemento troverà poco tempo dopo la sua massima evoluzione nell'Insignia, per poi ridursi nuovamente nei modelli seguenti in modo da rendere più leggibile ed intuitiva la console stessa. I sedili anteriori, nella versione a 3 porte, sono leggermente più profilati. Posteriormente era sensibilmente aumentato lo spazio a disposizione dei passeggeri, anche la misura del passo era in realtà cresciuta di appena un paio di centimetri rispetto alla Corsa C. Il bagagliaio poteva offrire una capacità massima di 285 litri in configurazione standard, ma ampliabile a 1.100 litri mediante l'abbattimento degli schienali posteriori.

#### Struttura, meccanica e motori
Della struttura di base della Corsa D si è già parlato, ma vale la pena ricordare ancora una volta che essa era condivisa con la Grande Punto (che aveva debuttato nel 2005) in virtù dell'alleanza tra quello che ancora in quegli anni veniva definito come il colosso automobilistico torinese e la General Motors, alleanza che nel giro di pochissimi anni sarebbe stata destinata a naufragare. Lo schema delle sospensioni prevede un'ormai collaudata accoppiata tra MacPherson all'avantreno e ruote interconnesse al retrotreno.
L'impianto frenante era inizialmente di tipo misto su tutta la gamma, con dischi autoventilanti all'avantreno, ed era provvisto di dispositivi elettronici quali l'ormai immancabile ABS, il controllo di trazione, il ripartitore elettronico della frenata e, per la prima volta in un segmento B, il dispositivo ESP. Proprio quest'ultimo contenuto ha fatto della Corsa D un modello importante nell'evoluzione del concetto di sicurezza attiva in una vettura utilitaria, specie se si pensa che tale dispositivo fu inserito indistintamente in tutta la gamma, dalla versione più "base" a quella più accessoriata.
La Corsa D era disponibile al lancio in cinque motorizzazioni, tre a benzina e due a gasolio. Tutte le motorizzazioni erano ormai bialbero a quattro valvole per cilindro:
- 1.0: motorizzazione di base consistente in un tricilindrico da 998 cm³ con potenza massima di 60 CV;
- 1.2: motorizzazione di livello immediatamente successivo a quella di base, costituita da un motore a 4 cilindri da 1229 cm³ con potenza massima di 80 CV, aumentati poi a 86 CV;
- 1.4: motore da 1364 cm³ di cilindrata con potenza massima di 90 CV;
- 1.3 CDTI: questa motorizzazione, sviluppata in collaborazione con il Gruppo Fiat (dove è noto come 1.3 Multijet), è la base per i due diesel disponibili al lancio. In entrambi i casi si tratta di un motore della cilindrata di 1248 cm³, ma disponibile in due livelli di potenza, ossia 75 e 90 CV. Questo motore è dotato di distribuzione a catena anziché a cinghia, riducendo così i costi di manutenzione.

Due erano le varianti di cambio possibili nell'equipaggiamento di serie: quasi tutta la gamma era prevista con un cambio manuale a 5 marce, tranne il 1.3 CDTI da 90 CV, dove le marce diventavano sei.

#### Allestimenti
Al suo debutto, la Corsa D era disponibile in quattro allestimenti, tutti comprensivi, come si è già detto, del dispositivo ESP. Questi allestimenti erano denominati: Club (base, che comprende quattro airbag); Enjoy (che aggiunge il climatizzatore manuale e i due airbag per la testa); Sport (solo 3 porte, che prevede il volante in pelle traforata, i fendinebbia, la radio CD con MP3 e i cerchi in lega da 16 pollici); Cosmo (solo 5 porte, versione di punta, con volante in pelle e sedili misto pelle-tessuto, computer di bordo, cruise control, fendinebbia e cerchi sempre da 16 pollici). Tra gli optional vi erano i cerchi da 17 pollici riservati alle versioni Sport e Cosmo, il grande tetto panoramico in vetro apribile elettricamente, il climatizzatore a controllo elettronico, i fari alogeni ad orientamento automatico AFL e il navigatore integrato con schermo di 6,5 pollici con mappe dell'Europa.

### Evoluzione

#### I primi anni

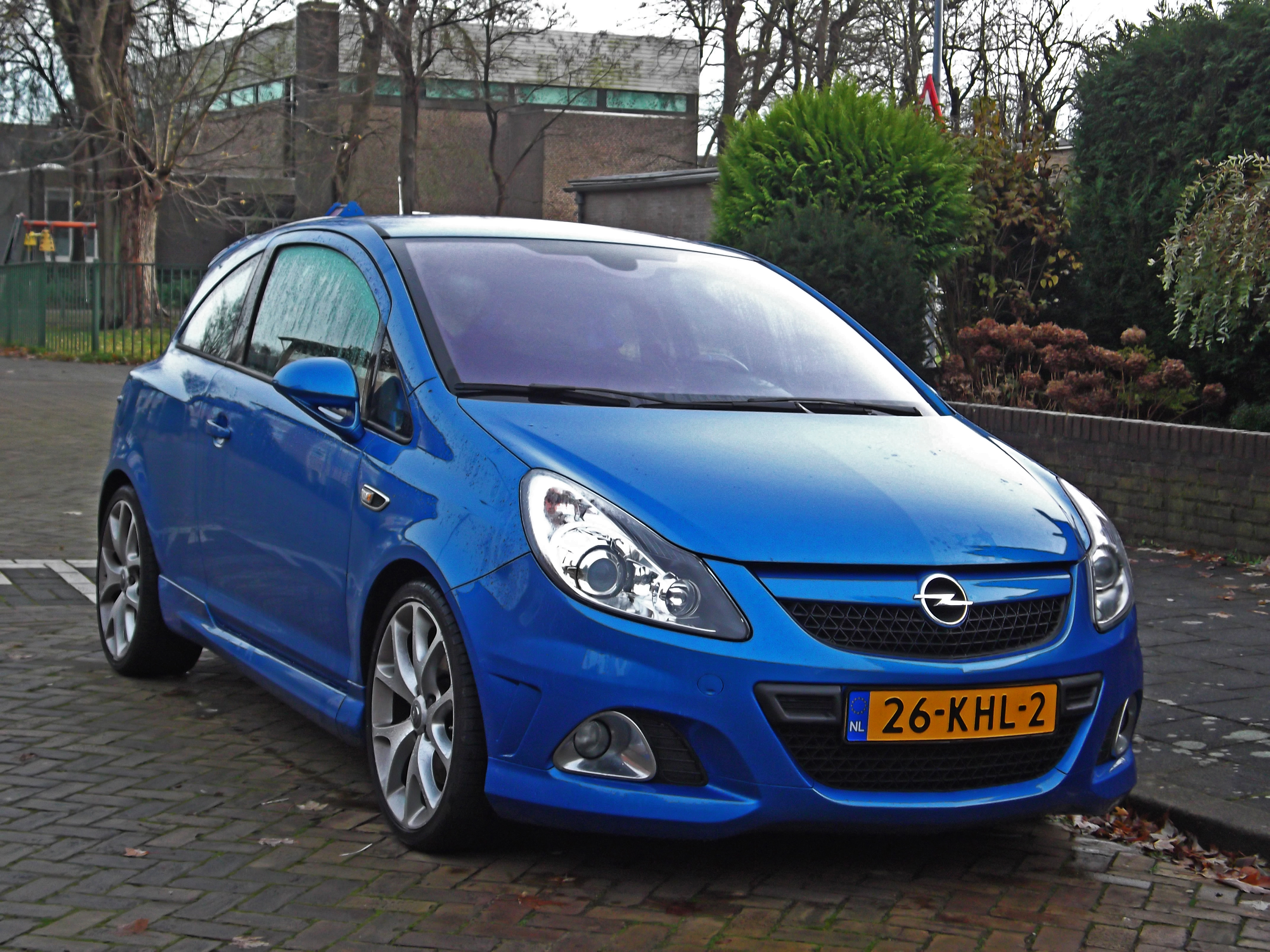
Opel Corsa OPC del 2009

La produzione della Corsa D fu avviata nell'estate del 2006 nei consueti stabilimenti di Eisenach (in Germania) e di Saragozza (in Spagna). Subito dopo la chiusura del Salone di Londra, dove fu presentata al pubblico, cominciarono ad essere accettate le prime ordinazioni, ma la commercializzazione fu ufficialmente avviata solo il 7 ottobre. Proprio in autunno, la gamma si ampliò (ma solo in alcuni mercati, in primis quello tedesco) con l'arrivo di un 1.7 CDTI da 125 CV. Per i primi mesi di commercializzazione, quest'ultima motorizzazione divenne quindi la top di gamma. Ma già nel mese di marzo del 2007 vi fu l'arrivo della vera versione di punta, ossia la Corsa OPC, spinta da un 1.6 turbo in grado di erogare fino a 192 CV di potenza massima. La Corsa OPC era inoltre caratterizzata da un allestimento specifico sia esternamente (paraurti dedicati con prese d'aria agli angoli, cerchi in lega da 17 o in alternativa da 18 pollici e terminale di scarico in posizione centrale), sia internamente (sedili sportivi con poggiatesta integrati e con rivestimenti specifici, volante con scritta OPC nella parte bassa, ecc). Anche la meccanica telaistica fu opportunamente adeguata alle maggiori prestazioni e fu collaudata nel circuito del Nürburgring Nordschleife, dove cinque esemplari furono testati complessivamente per 10 000 km.

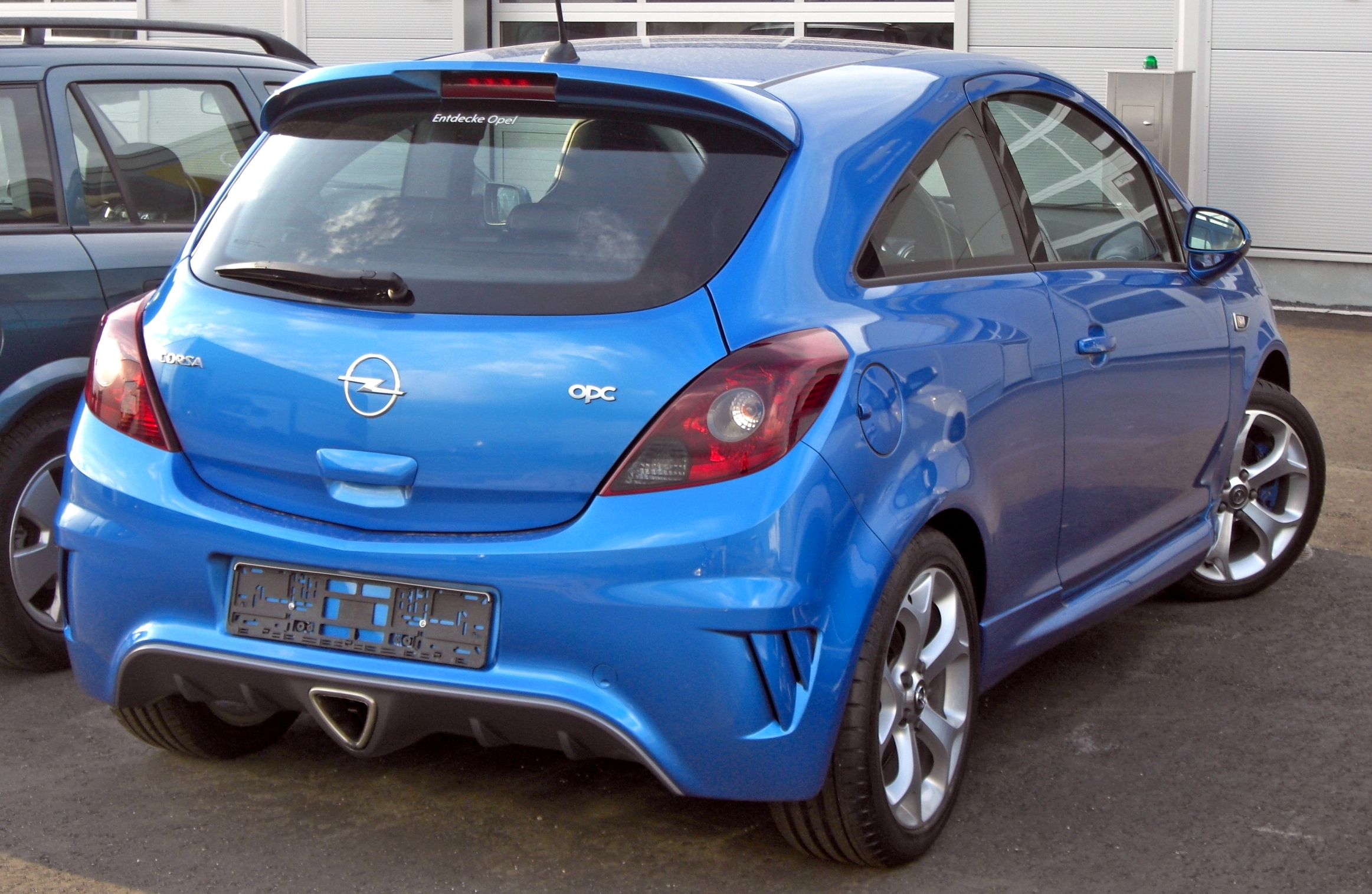
Posteriore di Corsa OPC, top di gamma fino al 2011

Nello stesso anno fu introdotta una motorizzazione dal carattere sportivo, anche se posizionata più in basso rispetto alla OPC. Per questa "vice-top di gamma" si utilizzò nuovamente un 1.6 turbo, ma con potenza che si ferma a 150 CV e venne rispolverata una sigla che in passato fu assai venerata dai cultori delle Corsa sportive: GSi. L'allestimento GSi fu riservato a questa motorizzazione ed anche offerto come opzione in abbinamento al motore 1.7 CDTI da 125 CV (che fino a quel momento poteva essere ordinata solo come Sport o come Cosmo). Ed ancora, sempre nel 2007, il 1.3 CDTI da 75 CV ricevette alcuni aggiornamenti per poter soddisfare la normativa Euro 5.
Nel 2008 si ebbero solo novità relative agli allestimenti e alle dotazioni: in particolare, la Enjoy ricevette anche la radio CD con MP3, mentre la Sport vide l'arrivo dei vetri posteriori scuri, del computer di bordo e del cruise control.
Nel 2009 vi fu invece l'arrivo di due versioni bi-fuel, ossia la Corsa GPL-Tech con motori 1.2 e 1.4, spinta dallo stesso motore delle altre Corsa di pari cilindrate, ma con in più la possibilità di essere commutate con alimentazione a GPL. Le prestazioni dei due modelli rimasero quasi invariate, solo leggermente inferiori e solo durante il funzionamento in modalità a gas.
Nei primi mesi del 2010, vi furono numerose modifiche sul piano tecnico: i motori furono resi più efficienti mantenendo invariate le prestazioni: in questo modo, quindi, il 1.3 CDTI più potente passò da 90 a 95 CV, mentre il 1.7 CDTI passò da 125 a 130 CV e riuscì a soddisfare la normativa Euro 5. Sul fronte dei motori a benzina, il 1.2 nella configurazione a sola benzina vide anch'esso un aumento di potenza (da 80 ad 85 CV). Diverso il discorso relativo al 1.4, che passò da 90 a 100 CV, ma che fu modificato anche nel valore di cilindrata, la quale passò da 1364 a 1398 cm³. Anche alla base della gamma il piccolo tricilindrico da un litro ricevette 5 CV in più di potenza. Inoltre le sospensioni subirono migliorie allo scopo di garantire maggior comfort senza pregiudicare il comportamento su strada alle andature più vivaci.

#### Restyling 2010

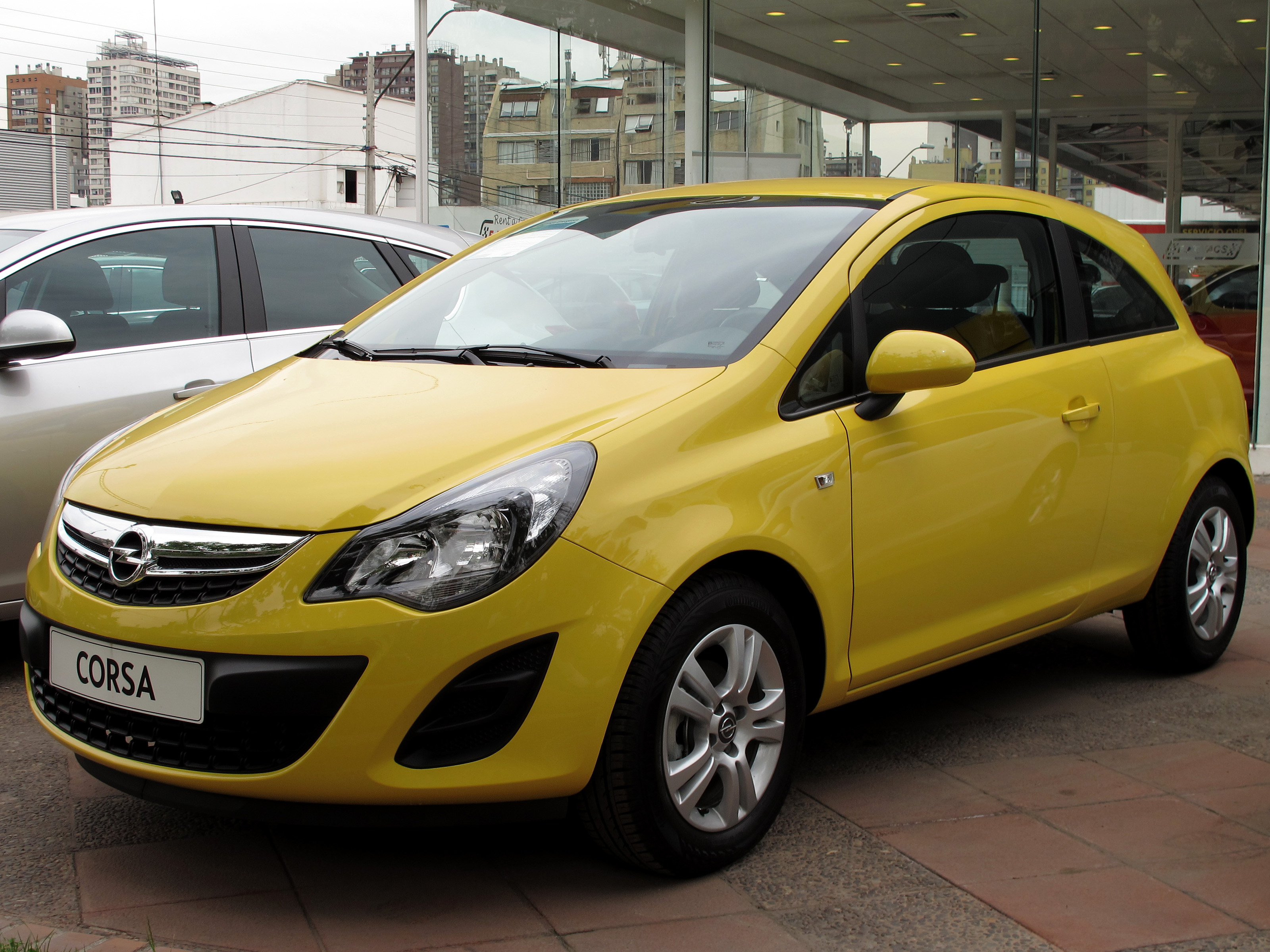
Una Corsa D dopo il restyling di fine 2010

Alla fine dello stesso anno arrivò anche un restyling estetico: a cambiare fu innanzitutto il frontale, dove spiccavano nuovi gruppi ottici ridisegnati, un nuovo paraurti con inedite prese d'aria laterali ed una nuova calandra con la banda trasversale che ora è accompagnata da una linea sottostante anch'essa cromata. Anche posteriormente vi furono alcuni aggiornamenti, come ad esempio le nuove grafiche dei gruppi ottici. In occasione del restyling, da alcuni mercati scomparve dai listini la versione GSi con motore 1.6 Turbo da 150 CV.

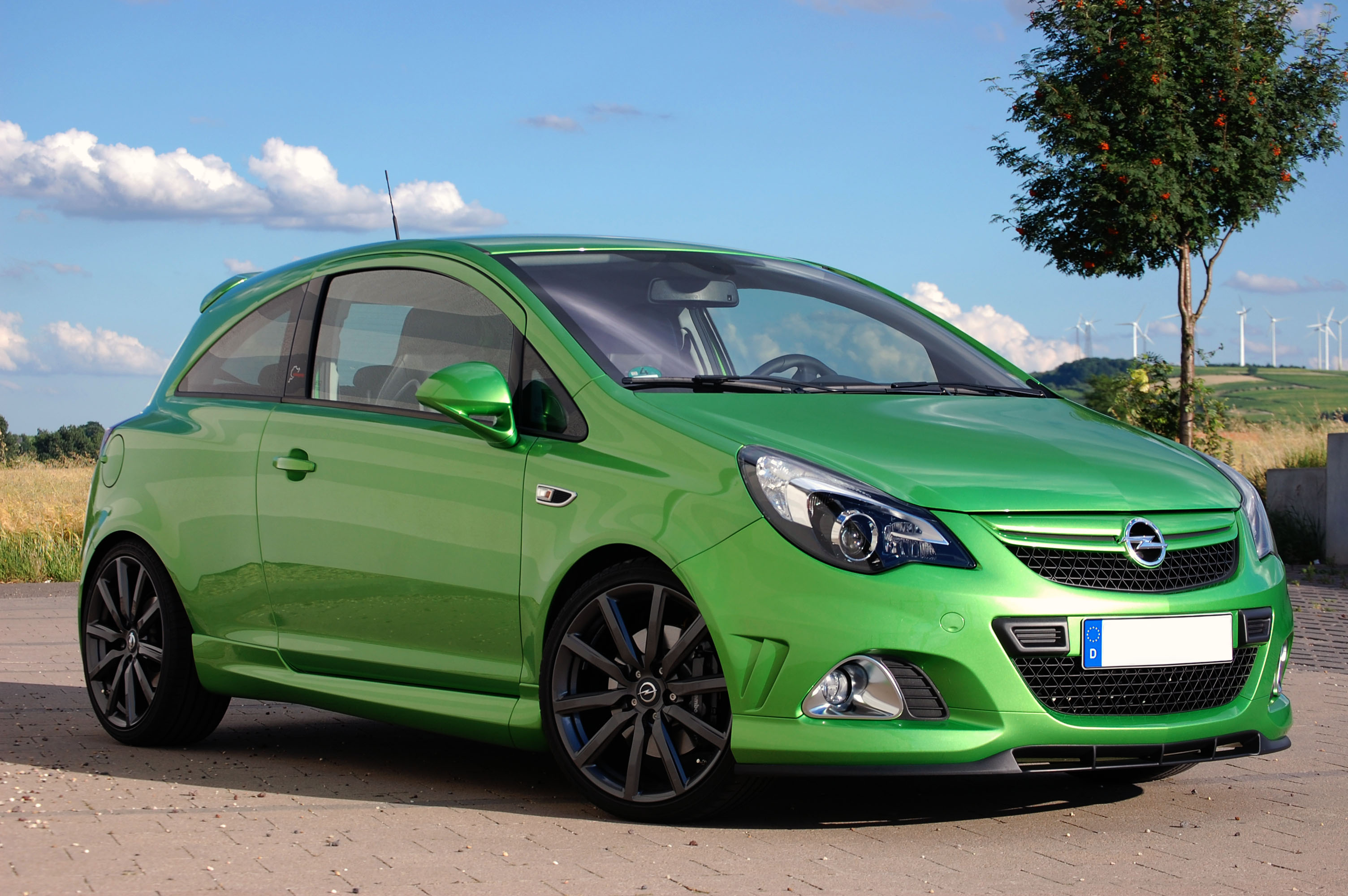
Una Corsa OPC Nürburgring Edition

A metà del 2011 vi furono alcune novità degne di nota: innanzitutto la versione bi-fuel vide la propria potenza passare da 80 ad 85 CV, esattamente com'era successo l'anno prima per il 1.2 non bi-fuel. Contemporaneamente, la Corsa 1.4 GPL-Tech fu tolta di produzione. Ma la novità più corposa fu l'arrivo della nuova versione di punta della gamma: la Corsa OPC in versione Nürburgring Edition. Tale nuova versione, che non sostituì ma affiancò la OPC già in listino, era equipaggiata con una variante evoluta dello stesso 1.6 Turbo, variante che nel caso della Nürburgring Edition raggiungeva una potenza massima di ben 210 CV. 

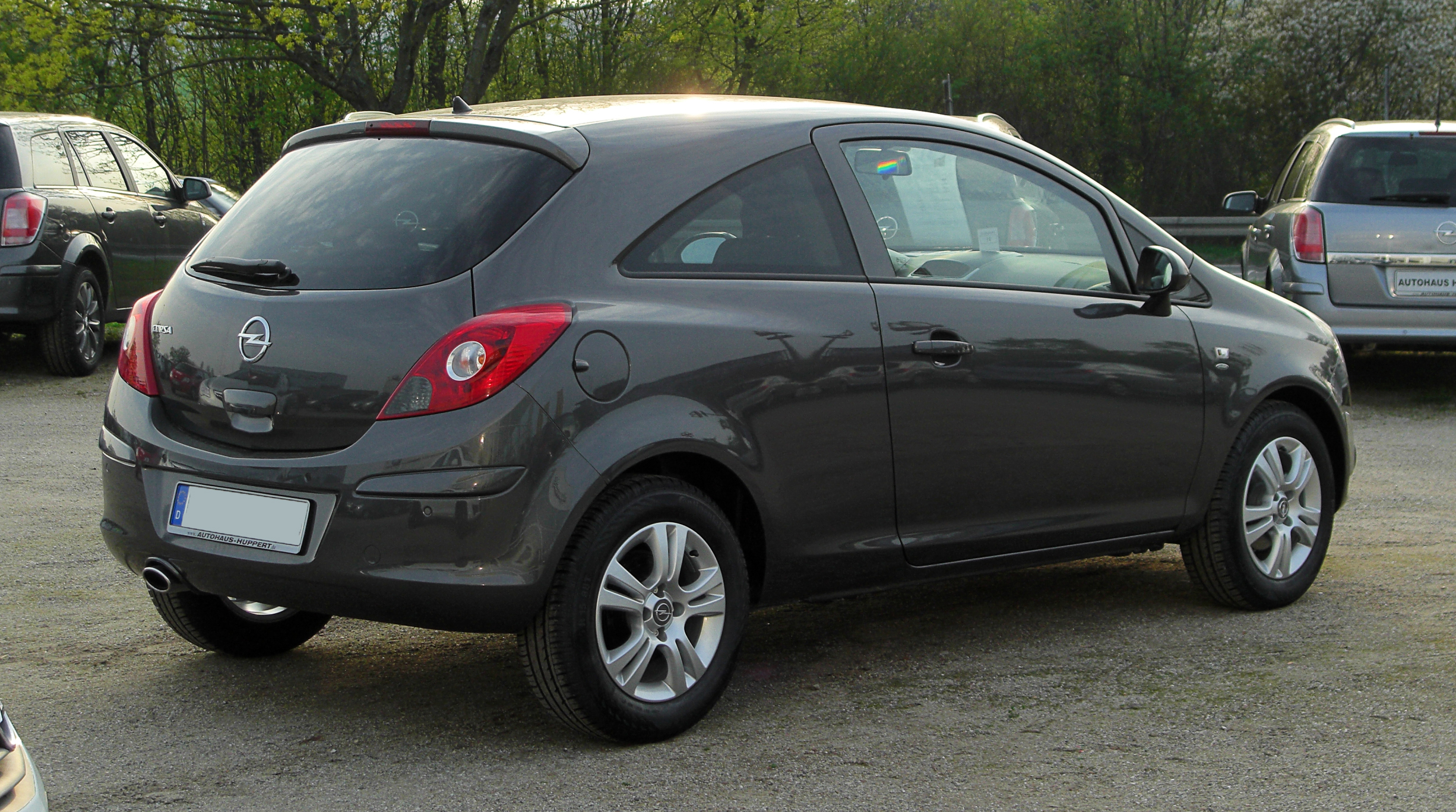
Posteriore di una Corsa 3 porte restyling del 2011

Aggiornamenti si ebbero anche nell'ambito della meccanica telaistica: l'assetto fu ulteriormente ribassato rispetto alla OPC grazie all'ausilio di molle ed ammortizzatori specifici. Inoltre fu montato un impianto frenante sviluppato in collaborazione con la Brembo, mentre i cerchi montati erano da 18 pollici già nell'equipaggiamento di serie. Con questa nuova evoluzione, la Opel intendeva infastidire il successo commerciale della Mini Cooper JCW, grazie anche a prestazioni di prim'ordine. La casa tedesca dichiarava una velocità massima di ben 230 km/h.
Un anno dopo, nel giugno del 2012, debuttò un nuovo 1.4 sovralimentato della potenza di 120 CV. Tale motorizzazione fu però disponibile solo in alcuni mercati. Fu l'ultime novità saliente nell'evoluzione della gamma della Corsa D: da quel momento in poi cominciò la fase calante della carriera della compatta tedesca. Alla fine del 2013 fu tolta di produzione la 1.7 CDTI, mentre nell'autunno dell'anno seguente l'intera gamma è sparita dai listini europei per far posto alla nuova generazione della Corsa, ossia la Corsa E.

### Riepilogo caratteristiche
Di seguito vengono riepilogate le caratteristiche relative alle varie versioni della gamma della Corsa D. I prezzi riportati si riferiscono al livello di allestimento meno costoso ed al momento del debutto nel mercato italiano e i dati relativi alla massa a vuoto sono riferiti alle versioni a 3 porte, mentre quelle a 5 porte pesavano 30 kg in più:
| Modello | Motore          | Cilindrata cm³ | Alimentazione                           | Potenza CV@rpm | Coppia N·m@rpm | Cambio/ N°rapporti                             | Massa a vuoto (kg) | Velocità max | Acceler. 0–100 km/h | Consumo (l/100 km) | Emissioni CO2 (g/km) | Commercia- lizzazione | Prezzo al debutto |
| Versioni a benzina |                 |                |                                         |                |                |                                                |                    |              |                     |                    |                      |                       |                   |
| Corsa 1.0 | Z10XEP          | 998            | Iniezione elettronica indiretta         | 60@5600        | 88@3800        | Manuale a 5 marce                              | 1.025              | 150          | 18"2                | 5.9                | 134                  | 07/2006-12/2009       | 11.451            |
| Corsa 1.0 | A10XEP          | 998            | Iniezione elettronica indiretta         | 65@5300        | 90@4000        | Manuale a 5 marce                              | 1.025              | 155          | 18"2                | 5.2                | 117                  | 02/2010-10/2014       | 11.651            |
| Corsa 1.2 | Z12XEP          | 1229           | Iniezione elettronica indiretta         | 80@5600        | 110@4000       | Manuale a 5 marce                              | 1.055              | 172          | 13"9                | 6.1                | 139                  | 07/2006-12/2009       | 12.151            |
| Corsa 1.2 | A12XER          | 1229           | Iniezione elettronica indiretta         | 85@5600        | 115@4000       | Manuale a 5 marce                              | 1.055              | 172          | 13"6                | 5.2                | 124                  | 02/2010-10/2014       | 12.151            |
| Corsa 1.4 | Z14XEP          | 1364           | Iniezione elettronica indiretta         | 90@5600        | 125@4000       | Manuale a 5 marce                              | 1.080              | 173          | 12"4                | 6.2                | 142                  | 07/2006-12/2009       | 13.901            |
| Corsa 1.4 | A14XER          | 1398           | Iniezione elettronica indiretta         | 100@6000       | 130@4000       | Manuale a 5 marce                              | 1.080              | 180          | 11"9                | 5.7                | 129                  | 02/2010-10/2014       | 15.601            |
| Corsa 1.4 Turbo1 | A14NEL          | 1364           | Iniez. elett. indir. + turbocompressore | 120@ 4800-6000 | 175@ 1750-4800 | Manuale a 5 marce                              | 1.115              | 195          | 10"3                | 5.5                | 129                  | 06/2012-10/2014       | - 1               |
| Corsa 1.6 Turbo GSi | Z16LEL          | 1598           | Iniez. elett. indir. + turbocompressore | 150@5000       | 210@ 1850-5000 | Manuale a 6 marce                              | 1.203              | 210          | 8"1                 | 8.3                | 189                  | 06/2007-11/2012       | 20.051            |
| Corsa 1.6 Turbo OPC | Z16LER/ A16LER2 | 1598           | Iniez. elett. indir. + turbocompressore | 192@5850       | 230@ 1980-5850 | Manuale a 6 marce                              | 1.203              | 225          | 7"2                 | 8.3                | 190                  | 03/2007-10/2014       | 22.951            |
| Corsa 1.6 Turbo OPC Nürburgring Edition | A16LES          | 1598           | Iniez. elett. indir. + turbocompressore | 210@5850       | 250@ 2250-5850 | Manuale a 6 marce                              | 1.232              | 230          | 6"8                 | 7.6                | 178                  | 06/2011-10/2014       | 24.450            |
| Versioni a gasolio |                 |                |                                         |                |                |                                                |                    |              |                     |                    |                      |                       |                   |
| Corsa 1.3 CDTI (75 CV) | Z13DTJ          | 1248           | Turbodiesel common rail                 | 75@4000        | 170@ 1750-2500 | Manuale a 5 marce                              | 1.155              | 163          | 14"5                | 4.8                | 124                  | 07/2006-11/2007       | 13.451            |
| Corsa 1.3 CDTI (75 CV) | A13DTC          | 1248           | Turbodiesel common rail                 | 75@4000        | 190@ 1750-2250 | Manuale a 5 marce                              | 1.155              | 163          | 14"9                | 4.2                | 112                  | 11/2007-10/2014       | -                 |
| Corsa 1.3 CDTI (90 CV) | Z13DTH          | 1248           | Turbodiesel common rail                 | 90@4000        | 200@ 1750-2500 | Manuale a 5 o 6 marce a seconda della versione | 1.155              | 172          | 12"7                | 4.8                | 124                  | 07/2006-06/2010       | 15.301            |
| Corsa 1.3 CDTI (95 CV) | A13DTE          | 1248           | Turbodiesel common rail                 | 95@4000        | 190@ 1750-3250 | Manuale a 5 o 6 marce a seconda della versione | 1.155              | 177          | 12"3                | 3.9                | 99                   | 11/2009-10/2014       | 15.541            |
| Corsa 1.7 CDTI | Z17DTR          | 1686           | Turbodiesel common rail                 | 125@4000       | 280@2300       | Manuale a 5 o 6 marce a seconda della versione | 1.200              | 190          | 10"1                | 5                  | 130                  | 10/2006-02/2010       | 18.751            |
| Corsa 1.7 CDTI | A17DTS          | 1686           | Turbodiesel common rail                 | 130@4000       | 300@ 2000-2500 | Manuale a 5 o 6 marce a seconda della versione | 1.203              | 200          | 9"5                 | 4.7                | 118                  | 02/2010-12/2013       | 18.501            |
| Versioni bi-fuel |                 |                |                                         |                |                |                                                |                    |              |                     |                    |                      |                       |                   |
| Corsa 1.2 GPL-Tech | Z12XEP          | 1229           | Iniezione elettronica                   | 78@56002       | 105@40002      | Manuale a 5 marce                              | 1.134              | 168          | 13"9                | 7.8                | 119                  | 11/2009-06/2011       | 14.151            |
| Corsa 1.2 GPL-Tech | A12XER          | 1229           | Iniezione elettronica                   | 83@5600        | 110@4000       | Manuale a 5 marce                              | 1.103              | 170          | 13"5                | 7.8                | 119                  | 06/2011-10/2014       | 14.250            |
| Corsa 1.4 GPL-Tech | Z14XEP          | 1364           | Iniezione elettronica                   | 87@5600        | 130@4000       | Manuale a 5 marce                              | -                  | 1703         | 12"63               | 83                 | 1293                 | 07/2009-06/2011       | -                 |
| Note: 1Non per il mercato italiano 2Dal 2011 il motore Z16LER passa alla normativa Euro 5 e diventa A16LER 3Valori relativi al funzionamento a GPL: in modalità a benzina i valori di erogazione non subiscono cambiamenti rilevanti rispetto al normale 1.4 a benzina |                 |                |                                         |                |                |                                                |                    |              |                     |                    |                      |                       |                   |